# 黎绮雯
黎绮雯（1979年8月19日—），现为广东广播电视台节目主持。2004年毕业于广州大学新闻与传播学院专业，2005年入职广东电视台（即广东广播电视台前身），担任节目《今日关注》任职前线记者，后转任主持至今。